# Hifikepunye Pohamba
Hifikepunye Pohamba (anglès: Hifikepunye Lucas Pohamba)  (Okanghudi, 18 d'agost de 1935) és un polític namibià, president de Namíbia des del 21 de març de 2005 fins al 21 de març de 2015.

## Inicis
Oriünd de l'antic districte del nord d'Owambo, prop de la frontera d'Angola, en el cor de la regió cultural del Ovamboland, i fill d'un cacic rural, es va educar en la missió anglicana Holy Cross de Onamunama i des de 1956 va treballar d'oficinista en la mina de coure de Tsumeb, uns 200 km al sud.
Aquesta indústria tenia patrons sud-africans, com a sud-africana era l'Administració que des de 1929 (de fet des de 1915), per mandat de la Societat de Nacions, exercia la tutela sobretot el país, llavors anomenat Àfrica del Sud-oest. El 1946 l'ONU, mentre que successora de la Societat de Nacions, va oferir substituir el mandat per un fideïcomís, però el Govern sud-africà va respondre que la seva pretensió era annexionar-se l'antiga colònia alemanya.
Com molts altres joves de la seva comunitat, Pohamba va plantar cara a les indignitats d'una administració estrangera que era alhora colonial i racista. El 1959 va tornar al seu terrer i va participar en la fundació de l'Organització del Poble del Ovamboland (OPO), moviment d'alliberament nacional basat en la majoritària ètnica ovambo i que va recollir el testimoni del Congrés Popular de Ovamboland (OPC), fundat a l'agost de 1957 per Herman Toivo ja Toivo. Quan Toivo va ser detingut, la presidència de la OPO va recaure en Sam Nujoma, un antic estibador portuari i obrer del ferrocarril que estava en el punt de mira policial per ser el capitost d'unes agitacions sindicals i nacionalistes a la capital, Windhoek.
Des d'aquest moment, tot i que encara no es coneixien personalment, les lluites polítiques i les peripècies vitals de Pohamba i Nujoma van discórrer en paral·lel, fins a convertir-se el primer, sis anys més jove, en un dels homes de major confiança i a la mà dreta del segon. El 19 d'abril de 1960, els capitosts que romanien al país, Pohamba entre ells, van transformar la OPO en l'Organització Popular d'Àfrica del Sud-oest (SWAPO), denominació que subratllava el caràcter nacional, lliure de connotacions tribals, del moviment independentista, en la presidència del qual Nujoma va ser confirmat.

## Exilis
Al juny de 1961, mentre Nujoma feia des de l'exili una eloqüent propaganda de la causa sobiranista, Pohamba va ser arrestat i posat sota la jurisdicció del Comissionat Nadiu, qui al seu torn el va lliurar a les autoritats tribals afectes a l'administració sud-africana. El càstig que va sofrir Pohamba per les seves activitats il·legals va consistir en 24 bastonades que li van propinar lligat a una picota, com a públic escarment. Amenaçat amb la confiscació de les propietats del seu pare, el jove va optar per marxar del Ovamboland.
Després de diverses topades amb les autoritats en els límits amb Angola i Betxuanalandia (la futura Botswana), colònies portuguesa i britànica, respectivament, Pohamba va acabar en mans dels sud-africans, que el van enviar contra la seva voluntat a treballar a una mina a la rodalia de Johannesburg. Abans d'acabar l'any, va posar terra pel mig i, creuant per Betxuanalandia i la també colònia britànica de Rhodèsia del Nord (l'actual Zàmbia), va realitzar un atzarós viatge de 3.000 km fins que va aconseguir arribar a Dar és Salam, a temps per assistir al desembre a la independència del Territori de Tanganyika.
La capital de la futura Tanzània es va convertir en la meca protectora de tots els nacionalistes i revolucionaris negres d'Àfrica austral que havien aconseguit escapolir-se de la persecució dels poders colonials als seus respectius països i que corrien a acollir-se al generós hostalatge del president Julius Nyerere. Allí, Pohamba va entrar en contacte per primera vegada amb Nujoma i altres dirigents exiliats de la SWAPO. Al maig de 1962, mentre la SWAPO feia preparatius per al cas que hagués d'empunyar les armes contra el règim sud-africà, Pohamba va ser enviat pels seus superiors de tornada a Namíbia amb l'ordre d'organitzar cèl·lules de resistència.
La missió clandestina va fracassar tot just començar, ja que quan travessava Rhodèsia del Sud (l'actual Zimbabwe), una altra colònia britànica, llavors federada a Rhodèsia del Nord i regida per una administració blanca especialment intolerant amb els moviments d'emancipació negres, el van capturar i el van ficar en un calabós a Bulawayo. Al cap d'unes setmanes va ser deportat a Johannesburg, on la Policia li va permetre traslladar-se per tren a Windhoek. Allí va ser detingut de nou, processat per abandonar il·legalment el país i sentenciat a sis mesos de presó, dels quals va complir quatre; al desembre de 1962 va ser excarcerat i va servir la resta de la condemna en règim d'arrest domiciliari.
Pohamba va aconseguir per fi posar peu en la seva terra natal, però al Ovamboland no triga a veure's embolicat en noves complicacions. El 1964, la participació en uns tumults que van enfrontar als partidaris locals de la SWAPO i els conservadors caps tribals li va valer les ires policials, havent d'escapar, juntament amb alguns companys, a través de la franja de Caprivi fins a Zàmbia, país que es disposava a proclamar la independència del Regne Unit. Col·locat sota la protecció del líder nacionalista i flamant president zambiano, Kenneth Kaunda, Pohamba es va encarregar d'engegar la primera oficina de la SWAPO a Lusaka i va prendre part en les converses que van conduir a l'absorció de la Unió Nacional Africana de Caprivi (CANU).
Al març de 1966 Pohamba, Nujoma i altres dirigents de la SWAPO es van presentar a Windhoek per rebatre l'argument dels sud-africans davant el Tribunal Internacional de l'Haia que els exiliats ho eren per voluntat i que eren lliures de retornar al país. En efecte, només descendir de l'avió que els va portar a casa, van ser capturats i deportats a Zàmbia. Malgrat això, poc després, el Tribunal de l'Haia va dictaminar en contra de les reclamacions d'il·legalitat de la tutela sud-africana, sentència que a l'octubre de 1966 va induir a l'Assemblea General de l'ONU a reclamar per a l'organització internacional la responsabilitat sobre el país. El Govern sud-africà no es va donar per assabentat i va continuar exercint la seva autoritat de facto.
Aquests esdeveniments, que tancaven el camí a una acció política més o menys viable, van impel·lir a la SWAPO, a través del seu braç armat, el SWALA (Exèrcit d'Alliberament de l'Àfrica del Sud-oest, després anomenat Exèrcit Popular d'Alliberament de Namíbia, PLA), a iniciar la lluita armada, el primer episodi de la qual, un xoc amb la Policia sud-africana, es va registrar al Ovamboland a l'agost de 1966. Des de llavors, l'ONU va qualificar d'il·legal l'ocupació sud-africana i va condemnar amb creixent duresa les violacions dels Drets Humans. A l'octubre d'aquell any, l'Assemblea General va declarar expirat el fideïcomís sud-africà sobre el territori i al juny de 1968 va substituir per Namíbia tota referència en els seus documents a Àfrica del Sud-oest.

## Lideratge de la SWAPO
En el quarter general de Dar és Salam, mentre Nujoma exercia el suprem lideratge polític, militar i diplomàtic, Pohamba va exercir com a cap de l'estructura administrativa del moviment. El 1969 es va fer càrrec d'una sotssecretaria del Comitè Central i després va exercir missions d'agent a Zàmbia i Algèria. Com a representant en cap de la SWAPO a Àfrica Nord-occidental i Àfrica Oriental, va tenir un paper instrumental en la reeixida campanya internacional de Nujoma, que el 1973 va aconseguir que l'ONU reconegués al moviment d'alliberament com l'únic representant legítim del poble namibià. El 1974 va començar a rebre ensinistrament militar i un any més tard va ascendir a secretari de Finances i Administració del Buró Polític de la SWAPO, per decisió d'una reunió de l'executiva celebrada a Lusaka.
En els 15 anys següents, Pohamba va anar consolidant la seva posició en la cúpula dirigent del moviment d'alliberament en l'exili. Responsable des de 1979 d'operacions civils i militars en les casernes d'Angola (el Govern marxista de la qual, pujat al poder el 1975, es va convertir en l'aliat més estret dels independentistes namibians, ja que compartien enemic en el camp de batalla) i Zàmbia, el 1981 va volar a l'URSS per realitzar un curset de teoria política a la Universitat Patricio Lumumba de l'Amistat dels Pobles, a Moscou.
Sobre la doctrina de la SWAPO en aquest període, cal assenyalar que el partit-moviment es movia vagament a cavall entre el socialisme de característiques africanes, com el teorizat per Nyerere i Kaunda, i el socialisme científic de referència soviètica. No obstant això, Nujoma, igual que Nelson Mandela amb el seu Congrés Nacional Africà (ANC) a Sud-àfrica, es va guardar d'emprar definicions marxistes i va posar l'accent en la naturalesa alliberadora i anticolonial de l'organització que encapçalava, perquè no els acusessin de ser uns peons de l'imperialisme soviètic a Àfrica i evitar que la seva lluita nacional quedés desnaturalitzada o sofrís desprestigi a l'ONU.

## Descolonització de Namíbia
Pohamba, des de la seva comesa de màxim responsable financer i econòmic de la SWAPO, va ser un actor del tortuós procés que va conduir, després de quatre dècades de lluites, a l'emancipació del poble de Namíbia. El 1988, gràcies al nou clima d'entesa entre les superpotències que permetia posar terme a vells conflictes emmarcats en la dialèctica de la Guerra Freda, Sud-àfrica va accedir a evacuar el seu exèrcit de Namíbia en paral·lel a la retirada de les tropes cubanes d'Angola, i de fet va renunciar a administrar el territori obtenint a canvi un reconeixement temporal de la seva administració.
L'acord quadripartit –Sud-àfrica, Angola, Cuba i Estats Units- signat al desembre a Nova York i l'aplicació, des d'abril de 1989, de la resolució 435 (1978) del Consell de Seguretat de l'ONU que establia un pla de descolonització, van activar el compte enrere per al cessament de les hostilitats i la desmobilització del NPLA (o PLA) al llarg de 1989, prèviament a la celebració d'eleccions a una Assemblea multiracial de caràcter constituent i, finalment, la proclamació de la independència. Fins llavors, Pohamba va afegir a les seves obligacions la direcció del Comitè de la SWAPO que, en coordinació amb l'Alt Comissionat de les Nacions Unides per als Refugiats (ACNUR), va organitzar la repatriació dels prop de 60.000 refugiats namibians des dels camps d'acolliment a Angola i Zàmbia. L'empresa humanitària va començar el 15 de maig i es va desenvolupar sense novetat.
El setembre del 1989 Pohamba, Nujoma i els restants capdavanters de la SWAPO van tornar a Windhoek en olor de multituds a temps per participar en els comicis, als quals acudien amb totes les possibilitats de victòria en haver portat el pes –encara que no tot ell- del moviment de resistència negre. Pohamba es va encarregar d'aixecar l'aparell burocràtic del partit a la capital així com de coordinar tots els aspectes de la campanya electoral. Les eleccions van tenir lloc del 7 a l'11 de novembre sota la supervisió del Grup de l'ONU d'Assistència a la Transició (UNTAG) i, sense sorpreses, van ser guanyades per la SWAPO amb el 57,3% dels vots i 41 dels 72 escons.
La situació política creada era menys hegemònica del que hauria pogut suposar-se a priori, ja que la SWAPO no va aconseguir la majoria de dos terços necessària per redactar una constitució en solitari, havent de negociar amb altres forces polítiques, la més important de les quals era la centrista i multiètnica Aliança Democràtica de Turnhalle (DTA). Pohamba va ser un dels candidats de la SWAPO que van guanyar l'escó i, per tant, va prendre part en l'elaboració de la Carta Magna. El 21 de març de 1990 va iniciar la seva marxa l'estat namibià independent, amb Nujoma de president de la República, Hage Geingob de primer ministre i Pohamba de ministre de l'Interior.

## Accés al govern
La SWAPO va prendre les regnes d'un vast país desèrtic que, encara que tenia dràsticament limitades les possibilitats agrícoles, atresorava grans riqueses minerals (diamants, coure, or, plata, zinc, plom, urani, tungstè, liti, cadmi, entre altres productes) en el seu subsòl i pesqueres en les seves costes. Amb menys de dos milions d'habitants, àmplies manques en infraestructures i una tresoreria nacional per construir, Namíbia requeria vitalment l'assistència exterior, ja fos com a ajuda al desenvolupament (aportada fonamentalment per la Unió Europea) o com a crèdits dels organismes multilaterals.
El Govern va procedir amb cautela en el terreny econòmic, gestionant amb austeritat els magres recursos financers que disposava, obrint els mercats de prospecció, extracció i processament de petroli, gemmes i metalls preciosos al capital privat estranger, i harmonitzant la política monetària amb Sud-àfrica. També va succeir així en l'àmbit polític, pactant amb l'oposició un marc de convivència que allunyés potencials escenaris de conflicte. En basar-se la SWAPO fonamentalment en els ovambos, que suposaven la meitat de la població, i atreure la DTA el vot dels minoritaris hereros, Namíbia oferia riscos de confrontació ètnica per poc que els caps polítics caiguessin en la temptació de jugar una carta, el populisme sectari, que havia portat al desastre a molts països del continent.
La satisfacció de la majoria de la població amb la prometedora gestió de Pohamba i els seus col·legues, més la permanent gratitud per haver conduït el moviment d'alliberament nacional durant tants anys, van tenir reflex en les primeres eleccions generals des de la independència, les del 7 i el 8 de desembre de 1994. Llavors, la SWAPO va créixer al 73,9% dels sufragis i els 53 escons, mentre que Nujoma, en el seu primer mandat per vot directe, va ser reelegit amb el 76,3%. Pohamba va revalidar també l'escó en l'Assemblea Nacional i al març de 1995 el president el va posar al capdavant del Ministeri de Pesca, desocupant una cartera, Interior, que va assumir el mateix Nujoma.
Que Pohamba era un protegit de Nujoma es va veure a les clares al juny de 1997, quan el segon congrés celebrat per la SWAPO en sòl de la Namíbia independent el va aclamar com el nou secretari general del partit, en substitució del ministre de Treball, Moses Garoeb, que va ser baixa per malaltia. En aquesta cita partidària, Nujoma va ser confirmat en el lideratge i de pas va rebre la nominació per optar a un tercer mandat presidencial en les eleccions de 1999, la qual cosa anava a requerir una esmena constitucional ad hoc. En efecte, la majoria parlamentària de dos terços que gaudia la SWAPO anava a fer possible aquesta reforma al novembre de 1998. Llavors, el oficialisme va argüir que Nujoma havia estat investit del seu primer mandat el 1989 sense estar en vigor la Carta Magna, després tenia dret a servir dos mandats constitucionals consecutius començant a contar el març de 1995; ara bé, va quedar establert que el successor que sortís de les urnes en 2004 només podria optar a un segon mandat quinquennal addicional.
D'altra banda, al Congrés de juny de 1997 es va ventilar a favor del primer dels protagonistes una pugna que venia enfrontant al viceprimer ministre des de 1995, Hendrik Witbooi, i al seu superior jeràrquic al Govern, Geingob, qui tenia ambicions successòries i que pretenia arrabassar-li la vicepresidència del partit. Quant a Pohamba, dotat d'una personalitat més discreta, si emergia per fer manifestacions era més que gens per assentir amb lleialtat absoluta en tot el que digués el seu mentor, Nujoma, qui va redefinir les seves funcions en l'Executiu llevant-li competències de cartera i convertint-li en una espècie de ministre personal.
L'estiu de 1998 Pohamba va ser coadjuvant, i després solidari a l'hora de defensar l'empresa enfront de les dures crítiques que va rebre des de la societat civil i els partits de l'oposició (ja mobilitzats contra el projecte de reelecció de Nujoma), en la decisió d'enviar a la República Democràtica del Congo un contingent de tropes, entorn dels 2.000 soldats, per ajudar al president Laurent Kabila en la seva lluita contra una poderosa rebel·lió encoratjada per Uganda i Ruanda. La molt controvertida expedició militar es va emparar en les decisions intergovernamentals de la Comunitat de Desenvolupament de l'Àfrica Meridional (SADC) i va ser simultània a les intervencions, encara que aquestes a major escala, de dos països amics com Zimbabwe i Angola, els quals després van ajudar a Windhoek a aixafar en la franja de Caprivi, a costa de causar grans patiments als habitants, una confusa subversió secessionista que pel que sembla comptava amb l'estímul de la guerrilla angolesa de la UNITA.
L'oposició, amb la DTA al capdavant, va afegir els excessos militars a Caprivi a la llista de greuges d'un règim al que acusava de derivar cap a l'autoritarisme i el militarisme. Per a ella, els costos de la intervenció en el Congo només podien sufragar-se a costa de majors nivells de desocupació, pobresa i precarietat en tots els apartats econòmics. A més, s'agreujava l'epidèmia de sida, convertint a Namíbia al sisè país del món (els primers eren els seus veïns regionals) en nombre d'adults seropositius, fins a aconseguir la taxa de prevalença en 2003 l'esborronador valor del 21%.
En aquest clima poc propici van tenir lloc eleccions generals el 2 i el 3 de desembre de 1999. Nujoma, recentment entrat en la setena dècada de vida, va obtenir el seu tercer i, amb la llei a la mà, últim mandat amb el 76,8% dels sufragis, mentre que la SWAPO va tornar a ascendir i va assolir el 76,1% del vot i 55 escons, incloent el de Pohamba. Aquesta vegada l'oposició va considerar als comicis inacceptables i va denunciar diverses irregularitats de procediment i intimidacions als seus simpatitzants. En el termini d'un any, el règim va provocar una altra ona de tensió amb una dura campanya de persecució dels homosexuals, a pesar que l'homosexualitat no estava tipificada com a delicte. Nujoma, que es va revelar com un homòfob furiós, va ordenar en persona les fustigacions policials que es van encebar en un col·lectiu convertit per les autoritats en el boc expiatori de la calamitat de la sida.
Tot seguit, el gener de 2001, Nujoma va nomenar a Pohamba ministre de Terres, Reasentamientos i Rehabilitació. La promoció governamental del veterà polític va suposar una empenta a la campanya, iniciada el 1990, d'adquisició per l'Estat de granges comercials als seus amos blancs per destinar-les a camperols negres sense propietats. Aquesta política, coneguda com a willing seller, willing buyer, descansava en el principi de la bona voluntat, compartida pel comprador i el venedor en un mutu interès per la transacció.
Ara, Pohamba, clarament influenciat per la reforma agrària radical (confiscacions expeditives de granges sense indemnització, donant motiu a tot tipus d'arbitrarietats i violències) que el president Robert Mugabe venia escometent a Zimbabwe, va conferir al programa d'adquisició i redistribució de finques cultivables unes característiques més agressives, de fort caire socialista i sense precedents a Namíbia, com els gravàmens especials a cada hectàrea inculta i a cada propietari absent de la seva plantació, o les expropiacions forçoses de determinades granges desateses pels seus amos.
Aquestes pressions governamentals als grangers d'origen sud-africà o alemany perquè venguessin, així com els excessos en l'expressió d'una retòrica antiimperialista i de demonització del blanc, van aixecar profunda inquietud, especialment quan Pohamba, que gaudia del públic suport de Nujoma, va advertir que no trepitjar l'accelerador en la reforma agrària deixaria sense resposta a una fortíssima demanda social i podria provocar una “revolució”. Ara bé, encara que el ministre i secretari general de la SWAPO va treure a passejar el fantasma de les invasions de finques per torbes de desheretats, la veritat va ser que no va permetre que emergissin aquestes situacions descontrolades, i molt menys va orquestrar actes de violència rural com a mètode d'acoquinar l'oposició, que era precisament el que estava succeint, amb desastrosos efectes econòmics i diplomàtics, a Zimbabwe.
El 26 de novembre de 2001 Nujoma, després de passar-se diversos mesos abonant la idea contrària i creant convulsió en el seu propi partit, va fer saber que desistia de postular-se per a un quart mandat presidencial, la qual cosa hauria exigit una segona reforma constitucional a mesura. La decisió de Nujoma, considerada per tothom com una bona notícia per a la salut democràtica de Namíbia, últimament desmillorada, va succeir a l'anunci de l'evacuació del cos expedicionari del Congo, excepte una reguarda que romandria temporalment a la capital, Kinshasa.
L'actitud obedient i la seva negativa a adoptar passos que fessin ombra al lideratge de Nujoma li van ser gratificades a Pohamba al congrés que la SWAPO va celebrar a l'agost de 2002, quan va ser escollit per rellevar a Witbooi, minvat de salut, en la vicepresidència del partit. Des d'aquest moment, el ministre de Terres va rebre la consideració de delfí oficiós del president fundador de l'Estat namibià. El gran perdedor del congrés va ser Geingob, qui abans d'acabar el mes va ser destituït com a primer ministre i, ja que va rebutjar la cartera de Governs Locals, Regions i Habitatge, va sortir del Govern. L'aparell del partit li va atribuir la desunió que recorria les files de la SWAPO. Nujoma va nomenar nou primer ministre al fins ara ministre d'Exteriors, Theo-Ben Gurirab, un servidor competent però sense ambicions de poder.

## Camí a la presidència de Namíbia
Finalment, al maig de 2004, després de quedar resolta una nova ona d'especulacions sobre la possible renovació presidencial de Nujoma més enllà de 2005, un congrés extraordinari del partit va oficialitzar la condició de Pohamba proclamant-lo candidat presidencial enfront de dos teòrics contrincants, Hidipo Hamutenya i Nahas Angula, ministres respectivament d'Exteriors i Educació, que, com ell, havien estat promoguts pel Comitè Central. L'acte de democràcia interna va quedar qüestionat dies abans de la votació per la sobtada intervenció de Nujoma, qui va destituir com a ministre a Hamutenya per motius no suficientment explicats. Els congressistes van prendre en consideració el missatge enviat per Nujoma, qui a més es va assegurar la permanència en la prefectura del partit fins a 2007, i van atorgar la candidatura al seu protegit per 341 vots sobre 516.
La derrota de Hamutenya, declarat partidari d'una “diplomàcia econòmica” ajustada a les peticions de les organitzacions internacionals, i qualificat per això d'“agent dels imperialistes” per Nujoma, va suposar de fet l'arraconament d'uns sectors moderats del partit que venien assistint amb aprensió a la radicalització de la reforma agrària, executada amb mà ferma per Pohamba amb les benediccions del seu mentor. A la identificació de Pohamba amb Nujoma quant a la ideologia i la visió de les coses s'afegia una semblança en el físic (complexió massissa, cos rabassut, barba entrecana, gruixudes ulleres i els rictus de dos avis bona gent), tot la qual cosa feia passar al primer com un àlter ego del segon.
Si Pohamba, quasi septuagenari, era un Nujoma II, encara que menys carismàtic i més reservat que el pare de la independència, llavors, la SWAPO, sostenien els detractors domèstics, seguiria fent gala d'actituds hegemonistes i autocomplaents, i esgrimint davant qualsevol crítica a la seva gestió l'argument que la lluita d'alliberament nacional l'havia lliurat i guanyat ella, la qual cosa li atorgaria una espècie de dret natural a governar.
En la seva campanya electoral, Pohamba va prometre accelerar la redistribució de terres, amb les expropiacions que calguessin, encara que va puntualitzar que el diàleg amb els amos per una compravenda sense conflictes seguiria constant en l'agenda. Va afirmar que la reforma agrària era inseparable del desenvolupament socioeconòmic de les regions, en un país que, malgrat presentar un quadre estadístic comparativament millor que la majoria dels països d'Àfrica subsahariana, no deixava de patir una pobresa massiva i un 40% d'atur (malgrat aportar el 20% del PIB, la mineria donava ocupació a només el 3% de la població activa), i d'oferir una esperança de vida en néixer de 44 anys.
Tal xifra podria baixar encara més en els propers anys de no aplicar el Govern unes polítiques més eficients per controlar la propagació de la sida, la qual cosa passava per un major impuls a la distribució de fàrmacs antiretrovirals, encara que les limitacions econòmiques i tècniques eren uns imponderables objectius. Quant a la dada del PIB per habitant, de 7.300 dòlars (a paritat de poder adquisitiu), resultava enganyós a causa de la baixíssima densitat de població i l'agut desequilibri en la distribució de la riquesa. Atrapada en una pluviometria mínima i en una gairebé crònica sequera, Namíbia havia d'importar la meitat de les seves necessitats de cereal.
Pohamba i la SWAPO van arribar a les eleccions generals del 15 i el 16 de novembre de 2004 amb un incontestable suport popular i el benefici afegit de la feblesa de l'oposició, amb la DTA en vies de desintegració després d'haver-se separat i decidir concórrer pel seu compte els seus dos principals components, el Partit Republicà (RP), de militància blanca, i el partit herero Organització Nacional Unida Democràtica (NUS).
En aquestes circumstàncies, Pohamba va escombrar amb el 76,4% dels vots als sis candidats que van sobrepassar la quota de l'1%. Aquests van ser Ben Ulenga pel Congrés dels Demòcrates (CD, que prenia el relleu a la DTA com a primera força de l'oposició), Katuurike Kaura per la DTA, Kuaima Riruako per la NUS, Justus Garoeb pel Front Democràtic Unit (UDF), Henk Mudge pel RP i Kosie Pretorius pel Grup d'Acció de Monitoratge (MAG). En les legislatives, el partit del poder va repetir els 55 escons. Els comicis, encara que impugnats davant els tribunals pels perdedors, van ser validats per la comunitat internacional.
Va guanyar, doncs, el “vot de continuïtat” que Pohamba, en aquests mateixos termes, venia reclamant des de la nominació de la seva candidatura. Després de conèixer la seva victòria, el cap electe de l'Estat va declarar: “M'asseguraré que tots els namibians, independentment de la seva filiació política, gaudeixin de pau, estabilitat i llibertat”. El 21 de març de 2005 va prendre possessió del seu mandat quinquennal, com és costum en aquesta part del món, en l'Estadi esportiu de la capital, davant 20.000 ciutadans i flanquejat per diversos presidents de la regió. En el discurs inaugural, Pohamba va homenatjar al seu predecessor, al que va cridar “llegendari lluitador per la llibertat”, el llegat de la qual “hem de sostenir”. La seva primera decisió presidencial va ser nomenar primer ministre a Nahas Angula.